# گواریا
گواریا (نام علمی: Guarea) نام یک سرده از فرمانرو گیاه است.